# Omar Bradley
Pour les articles homonymes, voir Bradley.
Omar Nelson Bradley, né le 12 février 1893 à Clark (Missouri) et mort le 8 avril 1981 à New York, est un militaire et général cinq étoiles américain. 
Il a été l'un des principaux chefs de l'armée américaine sur les théâtres nord-africain et européen au cours de la Seconde Guerre mondiale. Il commandait la 1re armée US à bord du navire amiral USS Augusta au large d'Omaha Beach pendant l'opération Overlord. Il a été élevé au grade de General of the Army — « cinq étoiles » — et a été le premier chef d'État-Major inter-armes des États-Unis du 16 août 1949 au 15 août 1953.

## Jeunesse et études
Omar Nelson Bradley est né en 1893.

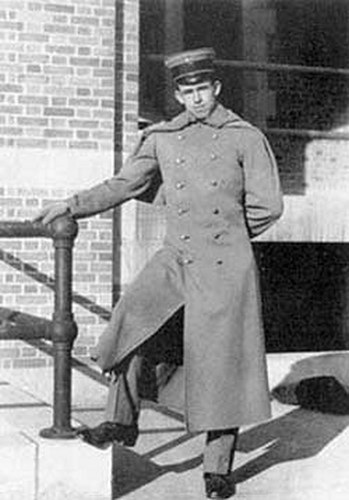
Omar Bradley, étudiant à West Point.

Il sort de l'Académie militaire de West Point en 1915, une promotion qui donnera de nombreux généraux et que les historiens appelleront « The class the stars fell on » — la promotion sur laquelle les étoiles tombèrent — et rejoint le 14e régiment d'infanterie qui garde la frontière avec le Mexique ; il accède au grade de capitaine la même année. Il doit s'embarquer pour l'Europe avec la 19e division d'infanterie mais la pandémie de grippe espagnole puis l'armistice l'en empêchent.

## Carrière militaire
Entre les deux guerres, il enseigne les mathématiques à West Point et est promu major en 1924. Après un bref séjour à Hawaï, il suit les cours de l'école de commandement général de Fort Leavenworth entre 1928 et 1929. Puis, il retourne enseigner à West Point. Élevé au grade de lieutenant-colonel en 1936, il travaille au département de la guerre à partir de 1938. En février 1941, il est promu général de brigade et obtient le commandement de Fort Benning en Géorgie. En février 1942, il prend le commandement de la 82e division d'infanterie — avant qu'elle ne soit convertie en division parachutiste — avant de passer en juin à la 28e.
En raison de l'empathie qu'il suscite auprès de ses troupes, on lui donne le surnom de GI General. Issu d'une famille pauvre du Missouri, il n'avait pas l'allure martiale, mais il était soucieux de mener à bien les missions qui lui étaient confiées avec pragmatisme, imperturbable et sans ambition personnelle.

### Seconde Guerre mondiale
Il ne reçoit pas d'affectation au front avant 1943. Lors de l'opération Torch, il sert sous les ordres de Dwight D. Eisenhower. Il est nommé chef du IIe corps en avril et le commande lors des batailles finales d'avril et mai 1943. Il conduit ensuite son corps en Sicile en juillet 1943. Pendant la préparation de la bataille de Normandie, il est choisi pour commander l'important 1er groupe d'armées. Lors du débarquement de Normandie — l'opération Neptune — il dirige trois corps sur les plages de Utah Beach et Omaha Beach, réservées à l'armée américaine. En juillet 1944, il planifie l'opération Cobra, la percée d'Avranches car elle permet de pénétrer dans le Cotentin, à partir des plages du débarquement. En août 1944, le tout nouveau 12e groupe d'armées des États-Unis est renforcé pour atteindre 900 000 hommes.

#### Normandie
Bradley utilise cette force sans précédent pour réaliser un plan ambitieux d'encerclement des forces allemandes en Normandie, les piégeant dans la poche de Falaise après la Contre-attaque de Mortain où la 2e division SS Das Reich tristement célèbre y est mené par le général Heinz Lammerding pour le Massacre de Tulle, Massacre d'Argenton-sur-Creuse, Massacre de Combeauvert, ou le Massacre d'Oradour-sur-Glane, sur ordre du commandant Adolf Diekmann et des subordonnés Otto-Erich Kahn et Heinz Barth. Les armées allemandes y subissent un affaiblissement considérable. Bien que l’opération soit partiellement réussie, les Alliés atteignent la ligne Siegfried à fin septembre 1944 et marquent le pas.

#### Ardennes
Les troupes sous le commandement de Bradley et de son subordonné, George Patton, subissent l'essentiel du choc initial lors de la bataille des Ardennes, puis font refluer la contre-attaque allemande.
Bradley utilise la faiblesse de l'ennemi après la reprise des combats pour enfoncer ses défenses et ainsi traverser le Rhin puis conquérir la Ruhr, le cœur industriel de l'Allemagne. La prise chanceuse du pont de Remagen est rapidement exploitée pour conduire à un énorme mouvement en tenaille qui permet la capture de 300 000 soldats ennemis.

#### Allemagne
Lorsque le groupe d’armées qu'il commande rencontre l'Armée rouge près de l'Elbe, au milieu du mois avril 1945, il est alors composé de quatre armées — les 1re, 3e, 9e et 15e armées — pour un effectif total dépassant 1,3 million d'hommes.

#### Mauthausen
Omar Bradley et ses troupes libèrent le camp de concentration de Mauthausen le 5 mai 1945.

### Après guerre
Bradley est à la tête de l'administration des vétérans pendant les deux années qui suivent la guerre. Il est fait chef d'État-Major en 1949 et premier coordinateur des forces armées. À ce poste, il gère le début de la guerre froide et de la guerre de Corée.
Entre 1949 et 1951, il est président du comité militaire de l'OTAN.
Le 21 septembre 1950, il est nommé général « cinq étoiles » (le 5e homme à atteindre ce rang) pour combiner l'autorité du grade et du poste.
Il publie ses mémoires en 1951 sous le titre Histoire d'un soldat (A Soldier's Story en anglais), où il se montre critique vis-à-vis du maréchal britannique Bernard Montgomery.
Il prend sa retraite militaire en août 1953 et est ensuite appelé à siéger au conseil d’administration de diverses sociétés importantes, dont la société Bulova Watch Company.
En 1969, il contribuera au film Patton comme consultant historique.
Comme un général cinq étoiles est toujours membre de l'armée des États-Unis d'Amérique, pendant ses dernières années, il séjourne dans le centre médical William Beaumont à Fort Bliss au Texas.
Il est inhumé au cimetière national d'Arlington.

## Décorations

### Décorations américaines
- Médaille présidentielle de la Liberté
- Commandeur de la Legion of Merit
- Defense Distinguished Service Medal
- Army Distinguished Service Medal
- Silver Star
- Bronze Star
- World War II Victory Medal
- Mexican Border Service Medal

### Décorations étrangères
- Grand officier de l'ordre du Libérateur San Martín ( Argentine)
- Grand officier de l'ordre brésilien du Mérite militaire (en) ( Brésil)
- Grand-croix de l’ordre de la Couronne ( Belgique)
- Croix de guerre ( Belgique)
- Grand-croix de la Légion d'honneur ( France)
- Croix de guerre 1939–1945 ( France)
- Grand-croix de l'ordre du Phénix ( Grèce)
- Grand-croix de l'ordre militaire d'Italie ( Italie)
- Grand-croix de l'ordre de la Couronne de chêne ( Luxembourg)
- Croix de guerre ( Luxembourg)
- Commandeur l'ordre du Ouissam alaouite  ( Maroc)
- Grand officier de l'ordre d'Orange-Nassau ( Pays-Bas)
- Commandeur de l'ordre Polonia Restituta ( Pologne)
- Chevalier grand croix de l'ordre du Bain ( Royaume-Uni)
- Médaille du couronnement d'Élisabeth II ( Royaume-Uni)
- Première classe de l'ordre de Souvorov ( URSS)
- Première classe de l'ordre de Koutouzov ( URSS)
- Commandeur de l'ordre du Lion blanc ( Tchécoslovaquie)
- Croix de guerre 1939-1945 ( Tchécoslovaquie)

## Culture populaire

### Cinéma
- Dans le film Paris brûle-t-il ?, son rôle est tenu par Glenn Ford.
- Dans le film Le Jour le plus long, il est interprété par Nicholas Stuart.
- Dans le film Patton, il est interprété par Karl Malden.

### Hommages
La famille de véhicules blindés Bradley, ainsi que plusieurs modèles en faisant partie, ont été ainsi nommés en son honneur.

## Œuvres (choisies)
- A General's Life: An Autobiography ; Omar Nelson Bradley ; Clay Blair ; New York : Simon and Schuster, 1983. (OCLC 8974678)
- A Soldier's Story ; Omar Nelson Bradley ; New York, Holt 1951. (OCLC 364419)
- A Soldier's Story of the Allied Campaigns from Tunis to the Elbe ; Nelson Bradley ; London, Eyre & Spottiswoode 1951. (OCLC 11655957)
  - Histoire d'un soldat (A Soldier's History) ; Omar Nelson Bradley ; Paris : Gallimard, 1952. (OCLC 11039452)
- Effect of Air Power on Military Operations, Western Europe ; Omar Nelson Bradley; Wiesbaden : s.n., 1945. (OCLC 3829481)